# La línea del cielo
La línea del cielo és una pel·lícula còmica espanyola de 1983 dirigida per Fernando Colomo i que és protagonitzada per Antonio Resines i Beatriz Pérez-Porro en els seus papers principals. Fou rodada als Estats Units.

## Argument
Un fotògraf espanyol viatja a Nova York per a intentar vendre la seva obra. Malgrat el seu pobre anglès i la seva timidesa, va conèixer a dos editors que podrien estar interessats a publicar les seves imatges. No obstant això, els seus somnis de fama s'esvaeixen quan s'adona que les seves fotografies són considerades antiquades pels editors estatunidencs.

## Repartiment
- Antonio Resines: Gustavo
- Beatriz Pérez Porro: Pat
- Roy Hoffman: Roy
- Jaime Nos: Jaime
- Whit Stillman: Thornton
- Chitina Marin-Buck

## Crítiques
| «                         | Si formalment el film és impecable, el seu to no aconsegueix desprendre's de tics un xic provincians, proposant alguna cosa així com una versió "progre" de "La ciudad no es para mí". | » |
| — Redacció de Fotogramas. | |   |